# Іванов Василь Іванович
Василь Іванович Іванов (нар. 1885, місто Санкт-Петербург, тепер Російська Федерація — розстріляний 1938) — радянський партійний діяч, відповідальний секретар Харківського і Катеринославського губернських комітетів КП(б)У. Кандидат в члени ЦК КП(б)У в квітні 1923 — травні 1924 р. Член ЦК КП(б)У в травні 1924 — грудні 1925 р. Кандидат в члени ЦК РКП(б) в травні 1924 — грудні 1925 р.

## Біографія
У 1901 році закінчив військово-морську школу юнг в Санкт-Петербурзі. З 1902 року служив на російському флоті. У 1904 році закінчив військово-морську мінну електротехнічну школу в Кронштадті.
Член РСДРП(б) з лютого 1917 року.
У 1917—1918 роках — командир загону Червоної гвардії, командир бронепоїзда. У 1918 році — уповноважений ЦК РКП(б) і ВЦВК в Ярославлі і Вологді.
З листопада 1918 року по 25 січня 1919 року — голова Саратовської губернської ЧК. Потім — член Орловської губернської ЧК. З жовтня до грудня 1919 року — голова Курської губернської ЧК.
З 25 грудня 1919 по 15 травня 1920 року — голова Харківської губернської ЧК, в травні — червні 1920 — голова Полтавської губернської ЧК. У 1920 році — помічник командира військ внутрішньої служби Української СРР з політичних питань
У 1920—1921 роках — відповідальний секретар районного комітету КП(б)У міста Харкові.
У 1921 році — відповідальний секретар Харківського губернського комітету КП(б)У.
З 1921 року — голова Південного Бюро Всеросійської профспілки металістів. У 1922 році — голова головного управління металургійної промисловості раднаргоспу Української СРР. У 1922—1923 роках — студент Харківського технологічного інституту.
У 1923 — січні 1925 року — відповідальний секретар Катеринославського губернського комітету КП(б)У.
У 1925—1927 роках — голова правління тресту «Держпромкольормет» Вищої ради народного господарства СРСР. У 1927—1928 роках — член Колегії народного комісаріату праці РРФСР.
З січня по червень 1928 року — голова виконавчого комітету Орловської губернської ради.
У вересні 1928 — січні 1931 року — начальник будівництва, директор Сталінградського тракторного заводу імені Дзержинського. У 1931 році працював заступником голови правління Всесоюзного автотракторного об'єднання, головою правління Всесоюзного тресту «Союзбуд».
У 1931—1932 роках — керуючий тресту «Південькольормет». У 1932—1933 роках — голова правління «Південькольорметзолото» і заступник начальника Головкольорметзолото.
У квітні 1933 — липні 1937 року — начальник будівництва, директор Прибалхашського мідноплавильного комбінату в місті Караганді.
25 липня 1937 року заарештований органами НКВС, розстріляний у лютому 1938. Реабілітований.

## Нагороди
- орден Леніна (8.08.1931)